# 15420 Еедугласс
15420 Еедугласс (1998 HQ31, 1999 TW119, 15420 Aedouglass) — астероїд головного поясу, відкритий 28 квітня 1998 року.
Тіссеранів параметр щодо Юпітера — 3,338.